# Fontaines D.C.
Fontaines D.C. – irlandzki rockowy zespół muzyczny z Dublina, działający od 2014 roku. W jego skład wchodzą Grian Chatten, Carlos O'Connell, Conor Curley, Conor Deegan III oraz Tom Coll. 
Zespół powstał podczas studiów w British Institute of Modern Music w stolicy Irlandii. Wydali razem dwa tomiki poezji "Vroom" oraz "Winked". W 2018 roku podpisali kontrakt z wydawnictwem Partisan Records . Ich debiutancki album Dogrel wydano 12 kwietnia 2019, został  wybrany Albumem Roku przez prezenterów BBC Radio 6 Music i był nominowany zarówno do Mercury Prize, jak i Choice Music Prize .
Drugi album studyjny, A Hero's Death, został napisany i nagrany w trakcie trasy koncertowej i został wydany 31 lipca 2020 roku. A Hero's Death został później nominowany do nagrody Grammy Awards 2021 w kategorii najlepszy album rockowy. 
Ich trzeci album Skinty Fia, wydany w 2022 roku, stał się pierwszym albumem zespołu, który osiągnął pierwsze miejsce na UK Albums Chart i Irish Albums Chart. Czwarty album zespołu o tytule Romance ukazał się 23 sierpnia 2024 roku.
W 2023 byli supportem na trasie Arctic Monkeys po Ameryce Północnej. 
Zespół otrzymał dwie nominacje do nagród Grammy 2025 w kategorii najlepszy album rockowy za Romance i najlepszy występ – muzyka alternatywna za „Starburster”.

## Członkowie
- Grian Chatten – wokal, tamburyn
- Carlos O'Connell – wokal, gitara akustyczna
- Conor Curley – wokal, gitara akustyczna, pianino
- Conor Deegan III – wokal, gitara basowa, gitara akustyczna
- Tom Coll – perkusja, gitara akustyczna [15][16]

## Dyskografia
- Dogrel (2019)
- A Hero's Death (2020)
- Skinty Fia (2022)
- Romance (2024)

## Nazwa
Nazwa wzięła się od Jonny'ego Fontane'a z pierwszego filmu Ojciec Chrzestny, syna chrzestnego Vito Corleone. Dodano "D.C." (Dublin City), gdy odkryto, że istnieje amerykański zespół The Fontanes.